# Universidad Metropolitana de Educación, Ciencia y Tecnologia
La Universidad Metropolitana de Educación, Ciencia y Tecnología (UMECIT) es una universidad privada, con sede principal ubicada en Ciudad de Panamá y fundada el 16 de diciembre de 2002.
Fue aprobada por el Ministerio de Educación Nacional de Panamá mediante el Decreto Ejecutivo n.º 575 del 21 de julio de 2004 y acreditada institucionalmente por el Consejo Nacional de Evaluación y Acreditación Universitaria (CONEAUPA) el 31 de octubre de 2012.
Según su visión y misión, el modelo educativo de la Universidad UMECIT está basado en el ciberhumanismo. Además, según un estudio realizado en 2022 por el Ranking Web de Universidades Webometrics, la Institución ocupa el segundo lugar de las Universidades privadas y el quinto lugar en la posición general a nivel de Panamá.

## Historia
Es una institución de educación superior panameña fundada oficialmente en el año 2002 por el Dr. José Alberto Nieto Rojas (actual rector de la universidad) y la señora Claudia Marcela Rueda Ossa. La UMECIT logra su aprobación oficial el 21 de julio de 2004 con el decreto ejecutivo 575 expedido por el Ministerio de Educación de Panamá, dando inicio con tres carreras y una maestría: Licenciatura en Sistemas y Programación, Licenciatura en Administración de Negocios con Énfasis en Exportación de Bienes y Servicios, Licenciatura en Registro Médico y Estadística de Salud y la Maestría en Sistemas Computacionales con Énfasis en Redes y Comunicaciones.
En 2007 la Universidad adquirió el primer edificio y a la fecha cuenta con seis edificaciones en Ciudad de Panamá.

## Facultades
Entre programas de pregrado, grado y postgrado y educación continuada, la Universidad cuenta con una oferta académica distribuida en 6 facultades de la siguiente manera: 
- Facultad de Ciencias Económicas y Administrativas
- Facultad de Ciencias de la Salud
- Facultad de Tecnología, Construcción y Medio Ambiente
- Facultad de Humanidades y Ciencias de la Educación
- Facultad de Ciencias Náuticas
- Facultad de Derecho y Ciencias Forenses

La Universidad actualmente reporta 102 carreras vigentes, con 450 docentes en distintos campos y una graduación de aproximadamente 19.000 estudiantes.[cita requerida]

## Símbolos
La Universidad cuenta con tres símbolos: el escudo, la mascota y la bandera. El escudo, según lo dispone la página web de la Universidad “representa a la Universidad como reina del saber” y sus lazos de laurel “significan el valor y la fortaleza para lograr la victoria”. En conjunto, el escudo de la Universidad busca representar el movimiento del progreso técnico, el talento y el espíritu empresarial. 
A partir del escudo se compone la bandera, la cual es rectangular y está dividida en tres franjas: verde, blanca y azul. En el centro de la bandera está el escudo. El verde de la bandera representa la naturaleza, el blanco la pureza de pensamiento y obra. Por último, el azul representa el mar, la lealtad y la confianza en la comunidad educativa.
La mascota, la cual tiene por nombre "Bruno", es un león en forma de caricatura. Nace en el año 2009, según la página web "El espíritu del gran león llamado Bruno enseñará a conocer nuestra verdadera fuerza, pero también a saberla aplicar en el futuro profesional".[cita requerida]

## Deportes y Cultura
La UMECIT tiene presencia o equipos representantes en varios deportes, el más conocido de los cuales es el UMECIT F.C., el cual además es un centro adscrito. Desde noviembre de 2022, ingresa a la primera división del país (LPF).
También mantiene equipos representativos en baloncesto, flag football, natación, futsal y voleibol.

## Sedes
La universidad cuenta con 5 sedes a nivel de país, siendo la principal ubicada en Ciudad de Panamá, y las restantes en La Chorrera, Santiago (Veraguas), Chitré (Herrera) y David en Chiriquí.

## Centros Adscritos
La Universidad UMECIT, tiene una serie de Centros Adscritos que buscan la mejora continua y el desarrollo de su personal. Los centros adscritos son:
- Centro de Formación Marítima [4]
- Centro de idiomas[5]
- Instituto Bilingue Internacional[6]
- INSPA [7]
- UMECIT F.C Panamá